# .bn
.bn és el domini de primer nivell territorial (ccTLD) de Brunei. Està administrat per BNNIC, una unitat de l'Autoritat per a la Indústria de Tecnologies de la Info-comunicació. Actualment hi ha dos registradors: Imagine i Datastream Digital. Actiu des de 1994, és administrat per Telekom Brunei Berhad (TelBru)
A més de registrar-se directament a .bn per a persones físiques, també hi ha diversos dominis de segon nivell que es poden registrar a:bn, edu.bn, org.bn o net.bn.